# عبد الله بن الفضل الهاشمي
عبد الله بن الفضل بن العباس بن ربيعة بن الحارث بن عبد المطلب بن هاشم القرشي الهاشمي المدني، تابعي مدني، وأحد رواة الحديث النبوي. روى له الجماعة.

## روايته للحديث النبوي
- روى عن: أنس بن مالك، وذكوان أبي صالح السمان، وسليمان بن يسار، وعبد الرحمن بن هرمز الأعرج، وعبد الملك بن أبي بكر بْن عَبْد الرَّحْمَنِ بْن الحارث بْن هشام، وعُبَيد الله بن أَبي رافع، ونافع بن جبير بن مطعم، وأبي بكر بْن عَبْد الرحمن بْن الْحَارِث بْن هِشَام، وأبي سلمة بن عبد الرحمن بن عوف.
- روى عنه: أسامة بْن زيد الليثي، وربيعة بْن عُثْمَان، وزِيَاد بْن سعد، وسَعِيد بن خالد الخزاعي، وسَعِيد بْن سلمة بْن أَبي الحسام، وصالح بن كيسان وهو من أقرانه، وأَبُو أويس عَبد الله بْن عَبد الله المدني، وعبد الرحمن بْن ثابت بْن ثوبان، وعبد العزيز بن عبد الله بن أبي سلمة الماجشون، وعُبَيد الله بن عُمَر، ومالك بن أنس، ومحمد بن إسحاق، ومحمد بن مسلم بن شهاب الزهري وهو من أقرانه، ومحمد بن يُوسُفَ الكندي، وموسى بن عقبة، ويحيى بن أبي كثير، ويزيد بْن عياض بن جعدبة.[1]
- الجرح والتعديل: وثّقه يحيى بن معين وأبو حاتم الرازي والنسائي والعجلي وعلي بن المديني وابن عبد البر والدارقطني وابن حجر العسقلاني، وقال أحمد بن حنبل: «لا بأس به»، وقال ابن عبد البر: « لم يسمع من عُبَيد اللَّهِ بْن أَبي رافع»،[1] وقال أيضًا: «وجعل البخاري عبد الله بن الفضل الهاشمي الذي روى عنه أبو أويس، ومالك، وزياد بن سعد، غير عبد الله بن الفضل الهاشمي الذي روى عنه موسى بن عقبة، ومحمد بن إسحاق، وقال العقيلي: هما عندي واحد.»،[2] ذكره ابن حبان في كتاب الثقات، روى له الجماعة.[1]